# Jhon Lerma
Jhon Anderson Lerma Longa (Cali, 1 de enero de 2003) es un futbolista colombiano, de posición lateral derecho y su equipo actual es el Union Magdalena de la Categoría Primera A de Colombia.

## Clubes
| Club                   | País     | Año           |
| ---------------------- | -------- | ------------- |
| Atlético Huila         | Colombia | 2021-2024     |
| Junior de Barranquilla | Colombia | 2024-2025     |
| Unión Magdalena        | Colombia | 2025-presente |